# Thomas Nilsson (militär)
Ulf Thomas Nilsson, född 1 oktober 1963, är en svensk militär i flygvapnet. Han tillträdde i maj 2023 som chef för den militära underrättelse- och säkerhetstjänsten.

## Karriär
Nilsson tjänstgjorde som adjutant till kung Carl XVI Gustaf 2004–2015. Nilsson var chef för Flygvapenavdelningen i Produktionsledningen i Högkvarteret 2007–2009. Han var därefter chef för Samordningssektionen i Flygtaktiska stabsledningen (FTS) från 2009. Försvarsmakten befordrade överste Nilsson till brigadgeneral från och med 27 januari 2014. Vid samma tidpunkt placerades han vid Försvarets materielverk (FMV) som enhetschef för ledningssystem inom verksamhetsområdet för System- och produktionsledning fram till 31 december 2016. Försvarsmakten ställde Nilsson till Försvarsdepartementets förfogande från och med 1 september 2016 och tills vidare, dock längst till och med 31 augusti 2019. Nilsson skulle under tiden som specialattaché vara fortsatt konstituerad generalmajor.
På Sveriges ständiga representation vid Europeiska unionen i Bryssel arbetade Nilsson som militär rådgivare och tillika Sveriges militära representant, milrep i EU. Han var utsänd av regeringen och företrädde Sverige i militära frågor. Han var svensk representant i EU:s militärkommitté, förutom vid de tillfällen ÖB själv deltog i kommittémöten. En av militärkommitténs uppgifter var att inrikta EUMS arbete. Nilsson var även svensk militär representant till Nato inom ramen för Sveriges partnerskap. Försvarsmakten ställde Nilsson till Försvarsdepartementets förfogande från 1 september 2019 tills vidare dock längst till 31 augusti 2020. Han skulle under perioden 1 september 2019 till 31 augusti 2020 som specialattaché vara fortsatt konstituerad generalmajor. Försvarsmakten beviljade Nilsson tjänstledighet från Försvarsmakten för tidsbegränsad anställning som specialattaché i befattning som militärrådgivare vid Sveriges ständiga representation vid EU i Bryssel.
Försvarsmakten placerade Nilsson som Försvarsmaktens Chief Information Officer i Ledningsstaben från 1 september 2020 tills vidare, dock längst till 31 oktober 2024. Han befordrades samtidigt till generalmajor. Som CIO höll han i arbetet inför Sveriges anslutning till Nato. Nilsson placerades som till förfogande hos chefen för försvarsstaben den 1 januari 2023 tills vidare. Regeringen beslutade den 23 mars 2023 att utse Nilsson till chef för den militära underrättelse- och säkerhetstjänsten (MUST) i Försvarsmakten från och med den 1 maj 2023. Han befordras samtidigt till generallöjtnant.

## Privatliv
Nilsson är gift och har två söner.

## Utnämningar
- 1984 – fänrik
- ? – löjtnant
- ? – kapten
- ? – major
- ? – överstelöjtnant
- ? – överste
- 27 januari 2014 – brigadgeneral
- 1 september 2020 – generalmajor
- 1 maj 2023 – generallöjtnant

## Utmärkelser och dekorationer

### Sverige
- Konung Carl XVI Gustafs jubileumsminnestecken II (23 augusti 2013)[2]
- Hans Majestät Konungens medalj, 8:e storleken i Serafimerordens band (2009)[13]
- Kronprinsessan Victorias och Prins Daniels bröllopsminnesmedalj (8 juni 2010)[2]
- För nit och redlighet i rikets tjänst[2]
- Försvarsmaktens värnpliktsmedalj
- Försvarsmaktens medalj för internationella insatser
- Ledningsregementets förtjänstmedalj i guld[2]
- Upplands flygflottiljs minnesmedalj[2]
- Katangakorset, FN-veteranerna Kongos hedersnål[14]

### Utländska
- Kommendör av Oranien-Nassauorden[2]
- Kommendör av Republiken Polens förtjänstorden[2]
- Officer av Adolf av Nassaus civil- och militärförtjänstorden[2]
- NATO-medaljen för ISAF[2]